# ラ・エスクラバ・ブランカ
『ラ・エスクラバ・ブランカ』（原題: La esclava blanca）は、コロンビアのテレビドラマ。カラコル・テレビシオンで2016年1月26日から4月26日まで放送された。